# میون اسکرین مدیا
میون اسکرین مدیا (به انگلیسی: Maven Screen Media) یک شرکت تولید فیلم آمریکایی است که توسط ترودی استایلر و سلین راتری با عنوان میون پیکچرز در ۲۰۱۱ تأسیس شد. این شرکت در شهر نیویورک واقع شده‌است.